# Silvano Ramaccioni
Silvano Ramaccioni (Città di Castello, 15 gennaio 1939) è un dirigente sportivo italiano.
Dal 2008 ricopre il ruolo di dirigente addetto agli arbitri nelle gare interne italiane del Milan, dopo ventisei anni come direttore sportivo prima e team manager poi.

## Carriera
Ha iniziato la sua carriera nel mondo del calcio come segretario del Città di Castello, ruolo che ha ricoperto dal 1963 al 1973. In seguito, dopo un anno da direttore sportivo del Cesena in Serie A nel campionato 1973-74, viene chiamato a ricoprire lo stesso ruolo nel Perugia dalla stagione successiva.
Siede sulla panchina dei Grifoni nell'annata 1978-79, quella del Perugia dei miracoli, passata agli annali del calcio italiano in quanto i biancorossi furono la prima squadra nella storia del girone unico a rimanere imbattuta per un'intera stagione (record poi solo eguagliato dal Milan nel 1991-92 e dalla Juventus nel 2011-12).
Nel 1982 passa al Milan, dove è direttore sportivo fino al 1989 e successivamente team manager fino al 2008. Nella stagione 1991-92 riesce a bissare il record ottenuto a Perugia tredici anni prima: i rossoneri di Fabio Capello conducono il campionato dal principio alla fine, vincendo lo scudetto senza subire alcuna sconfitta. Durante la sua permanenza il club rossonero conquista 26 trofei, tra i quali spiccano 7 campionati e 13 coppe internazionali. 
Il 5 luglio 2010 ha ricevuto dalla provincia di Perugia uno speciale premio alla carriera.